# Слизкой, Григорий Николаевич
Григорий Николаевич Слизкой (14 марта 1904 — 15 октября 1976) — советский военный деятель, контр-адмирал, участник советско-финской и Великой Отечественной войн.

## Биография
Григорий Николаевич Слизкой родился 14 марта 1904 года в городе Полтаве. В 1921 году был призван на службу в Рабоче-Крестьянскую Красную Армию. Срочную службу проходил военным музыкантом. Демобилизовавшись в 1922 году, вернулся в родной город, работал в паровозных железнодорожных мастерских. В 1926 году Слизкой поступил на службу в Военно-морской флот СССР. В 1930 году окончил Высшее военно-морское училище имени М. В. Фрунзе. Служил на линейном корабле «Марат», пройдя путь от помощника вахтенного начальника до командира артиллерийского дивизиона. В 1932 году окончил артиллерийский класс Специальных классов командного состава Военно-морских сил Красной Армии, в 1935 году — курсы зенитной артиллерии и зенитных пулемётов. С июня 1935 года занимал должность флагманского артиллериста 1-й бригады подводных лодок. В июле 1938 года Слизкой подвергался репрессиям, был уволен с флота, однако уже в марте 1939 года восстановлен в кадрах. Участвовал в советско-финской войне, будучи флагманским артиллерийского штаба Кронштадтской крепости, затем комендантом гарнизона в гавани Саунасари. С июня 1940 года занимал должность командира БЧ-2 крейсера «Петропавловск» Балтийского флота. Здесь его застало начало Великой Отечественной войны.
В июле 1941 года Слизкой был назначен флагманским артиллеристом отряда вновь строящихся надводных кораблей. Когда немецкие войска вышли на подступы к Ленинграду, фактически принял командование артиллерией Отряда кораблей обороны Невы Балтийского флота. При исключительно напряжённой обстановке отряд поддерживал оборону советских частей. В январе 1942 года был назначен флагманским артиллеристом Ладожской военной флотилии. Проводил огромную работу по вооружению барж, буксиров и пароходов, занятых на перевозках через Ладожское озеро. В условиях отсутствия школ и преподавателей сумел организовать обучение по воинским специальностям пулемётчиков и артиллеристов. Благодаря этому удалось наладить оборону от вражеских авиационных налётов на грузовые суда. Во многом благодаря его трудам удалось полностью выполнить план перевозок грузов для осаждённого Ленинграда. Сам Слизкой неоднократно выезжал на передний край, руководя действиями корабельной артиллерии по поддержке флангов 23-й и 7-й армий. Сумел организовать систему корректировки и вызова огня, подавление вражеских батарей и поддержку высадки десантных групп в заранее намеченных местах. С октября 1944 года являлся флагманским артиллеристом Рижского морского оборонительного района Балтийского флота, а с января 1945 года — на той же должности в Островном морском оборонительном районе.
После окончания войны продолжал службу в Военно-морском флоте СССР. Был флагманским артиллеристом Северо-Балтийского флота и 8-го Военно-морского флота. В марте 1954 года был уволен в запас. Умер 15 октября 1976 года, похоронен на Серафимовском кладбище Санкт-Петербурга.

## Награды
- Орден Ленина (2 июня 1951 года);
- 2 ордена Красного Знамени (11 марта 1943 года, 5 ноября 1946 года);
- Орден Нахимова 2-й степени (12 июля 1944 года);
- Орден Отечественной войны 2-й степени (17 июля 1945 года);
- Орден Красной Звезды (3 ноября 1944 года);
- Медаль «За оборону Ленинграда» и другие медали.